# Ormosia perdiffusa
Ormosia perdiffusa är en tvåvingeart som beskrevs av Alexander 1965. Ormosia perdiffusa ingår i släktet Ormosia och familjen småharkrankar. Inga underarter finns listade i Catalogue of Life.